# 玉木彦助
玉木 彦助（たまき ひこすけ）は、江戸時代末期（幕末）の長州藩士。玉木文之進の嗣子で吉田松陰の従弟である。諱は正弘。藩吏子弟として初の諸隊入隊者であった。

## 経歴
天保12年（1841年）5月17日、吉田松陰の叔父である家格大組士、玉木文之進の長男として生まれる。安政2年（1855年）に元服する。従兄の松陰とは仲が良く、元服のときから松下村塾で教えを受けたといわれる。
文久3年（1863年）に藩主の世子である毛利元徳の近侍となる。
元治元年（1864年）に長崎へ留学し、帰国後に御堀耕助の御楯隊に入隊する。第1次長州征伐で長州藩が幕府軍に降伏したことにより幕府恭順派の俗論党が台頭すると、彦助は高杉晋作らと共にこれに反発、元治2年（1865年）1月16日には俗論党によって送られた軍と戦って敗れた上に負傷した。同月21日、吉敷郡小郡で自害した。享年25。
明治21年（1888年）に靖国神社合祀となり、明治35年（1902年）に贈正五位。

## 登場する作品
- 『花燃ゆ』 - 2015年、NHK大河ドラマ、演：冨田佳輔